# Пирожков, Владимир Петрович
Влади́мир Петро́вич Пирожко́в (28 июля 1924 года г. Змеиногорск — 9 января 2009 года, Москва) — заместитель председателя КГБ СССР (1971—1991), генерал-полковник КГБ, председатель Совета ветеранов ФСБ России, член Президиума Национального Гражданского Комитета по взаимодействию с правоохранительными, законодательными и судебными органам, член Совета по взаимодействию с общественными объединениями ветеранов, офицеров запаса и в отставке при Президенте РФ. Избирался депутатом Алтайского краевого Совета народных депутатов и Верховного Совета РСФСР.

## Биография
Начал трудовую деятельность в сентябре 1941 года на Кировской машинотракторной станции Змеиногорского района.
В мае 1942 года добровольцем ушёл на фронт. Будучи командиром топовычислительного отделения 316-го гвардейского миномётного полка Ставки Верховного Главнокомандования, участвовал в ряде стратегических операций Красной Армии на фронтах Великой Отечественной войны, в том числе по освобождению Минска, Варшавы и взятию Берлина. Войну закончил в звании гвардии старшего сержанта отделения артиллерийской разведки. Участник Берлинского Парада Победы.
В послевоенные годы плодотворно трудился на ответственных участках государственной службы в Алтайском крае. Закончил ВПШ при ЦК КПСС, был на комсомольской и партийной работе.
В 1968 году Владимир Пирожков с должности второго секретаря Алтайского крайкома КПСС решением Политбюро ЦК КПСС направлен на работу в органы безопасности и возглавил Управление кадров КГБ при Совете Министров СССР. В 1970—1971 гг. — секретарь парткома КГБ, с 12 марта 1971 года по 29 января 1991 года являлся заместителем председателя КГБ СССР. По выходе в отставку — председатель Совета ветеранов Федеральной службы безопасности (ФСБ) РФ.

## Упоминания в литературе
В книге мемуаров Бориса Ельцина «Исповедь на заданную тему» упоминается проходившая в его присутствии беседа Корнилова и заместителя председателя КГБ генерал-лейтенанта Владимира Пирожкова, имевшая место через некоторое время после событий 1979 года в Свердловске:
Это было в первые годы моей работы [секретарём Свердловского обкома]. Сидели у меня втроём — я, Пирожков, Корнилов. Шла спокойная беседа, и Корнилов, между прочим, сказал, что управление КГБ работает дружно с обкомом партии. И вдруг Пирожков рявкнул: «Генерал Корнилов, встать!». Тот вскочил, руки по швам. Я тоже в недоумении. Пирожков, чеканя каждую фразу, произнёс: «Зарубите себе на носу, генерал, во всей своей деятельности вы должны не дружно работать с партийными органами, а вы обязаны работать под их руководством и только». Такая вот забавная воспитательная сцена произошла.
Генерал-лейтенант (17 декабря 1973)
Генерал-полковник (20 апреля 1984)
Скончался 9 января 2009 года в Москве. Похоронен на Троекуровском кладбище.
В сообщении центра общественных связей ФСБ России по случаю смерти В. П. Пирожкова говорится:

Генерал-полковник В. Пирожков внёс значительный личный вклад в формирование кадровой политики ведомства, совершенствование структурного построения органов безопасности. Под его руководством проведены многие успешные специальные контрразведывательные и антитеррористические операции.

## Награды
- два ордена Ленина
- орден Октябрьской Революции
- три ордена Трудового Красного Знамени
- ордена Отечественной войны первой и второй степеней
- Орден Почёта
- Орден Дружбы

награждён 52 медалями, Почётный сотрудник госбезопасности.